# Cetara
Cetara község (comune) Olaszország Campania régiójában, Salerno megyében. Az Amalfi-part többi településével együtt 1997 óta része az UNESCO világörökségének.

## Fekvése
Cetara egy régi halászfaluból nőtte ki magát. Egy kis öbölben fekszik, amelyet meredek sziklafalak szegélyeznek. Vietri sul Mare szomszédságában fekszik az Amalfi-parton, Amalfi városától mintegy 15 km távolságra, a Falerzio-hegység (a Lattari-hegység egyik déli vonulata) egyik szűk völgyében. 

## Története
A település eredete a középkorra vezethető vissza. Az ókorban a vidék nagyrészt lakatlan volt és Vietri sul Mare fennhatósága alá tartozott.
Az első halászfalu a 9. században alakult ki ezen a területen. Ugyanekkor szaracénok is megtelepedtek itt, akiket azonban rövid időn belül (a század végéig) elűztek. 1030-ban már az amalfi érsekséghez tartozott, 1120-ban pedig az erchiei bencés apátság birtoka lett. Ugyanebben az időszakban épült fel a déli, tengerparti oldalát védő fal, amelyet később, a 16. században megerősítettek az alkirályi torony megépítésével.
Az Amalfi Köztársaság idején mai területének nyugati része a köztársasághoz, míg keleti területei a Salernói Hercegséghez tartoztak.
A további évszázadokban az Amalfit is uraló nápolyi nemesi családok birtoka volt. 1861-ben az Olasz Királyság része lett.

## Népessége
A népesség számának alakulása:

## Főbb látnivalói
- Az alkirályi tornyot a 16. században emelték, majd a következő évszázadban megerősítették. Cetara tengerparti oldalának védelmére épült, a török támadások kivédésére illetve a kereskedelmi hajózás biztonságossá tételére.
- A San Pietro Apostolo-templom a 9. században épült, miután a szaracénokat kiűzték a településről. Az eredetileg román stílusban épült-templomot az évszázadok során többször is átalakították: így épült meg a harangtornya és a kupolája is.
- A San Francesco-kolostor a 14. század végén épült.
- A Madonna di Constantinopoli-templom 1868-1870 között épült és súlyosan megsérült az 1910-es árvizekben. Az 1920-as évek elején restaurálták, ekkor épült fel a harangtornya is.